# Jacky Durand
Jacky Durand   (Laval, 10 de febrer de 1967) va ser un ciclista francès, que fou professional entre 1991 i 2004. Durant la seva carrera esportiva aconseguí més de 40 victòries, destacant el Tour de Flandes de 1992, la París-Tours de 1998, 3 etapes del Tour de França i dos Campionats de França en ruta.
Com a ciclista amateur va guanyar el Campionat de França de contrarellotge per equips, formant equip amb Laurent Bezault, Pascal Lino i Thierry Laurent.
En retirar-se del ciclisme passà a fer de comentarista a l'Eurosport.

## Palmarès
- 1991
  - 1r al Gran Premi d'Isbergues
- 1992
  - 1r al Tour de Flandes
- 1993
  -  Campió de França en ruta
  - Vencedor de la classificació dels esprints de la Dauphiné Libéré
- 1994
  -  Campió de França en ruta
  - Vencedor de 2 etapes del Tour del Llemosí
  - Vencedor d'una etapa del Tour de França
- 1995
  - Vencedor d'una etapa del Tour de França
  - Vencedor d'una etapa de la Midi Libre
- 1998
  - 1r a la París-Tours
  - Vencedor d'una etapa del Tour de França i vencedor del Premi de la Combativitat 
  - Vencedor d'una etapa de la Volta a Luxemburg
  - Vencedor d'una etapa de la Volta a Polònia
- 1999
  - Vencedor d'una etapa de la París-Niça
  - Vencedor del Premi de la Combativitat del Tour de França
- 2001
  - 1r a la Tro Bro Leon
- 2002
  - Vencedor d'una etapa de la Dauphiné Libéré

### Resultats al Tour de França
- 1992. 119è de la classificació general
- 1993. 121è de la classificació general
- 1994. Abandona (14a etapa). Vencedor d'una etapa
- 1995. Abandona (10a etapa). Vencedor d'una etapa. Porta el mallot groc durant 2 etapes
- 1996. 115è de la classificació general
- 1998. 65è de la classificació general. Vencedor d'una etapa.  1r del Premi de la Combativitat
- 1999. 141è de la classificació general.  1r del Premi de la Combativitat
- 2000. 74è de la classificació general
- 2001. 127è de la classificació general
- 2002. Abandona (12a etapa)

### Resultats al Giro d'Itàlia
- 1991. 90è de la classificació general
- 1992. 104è de la classificació general
- 2004. Abandona (18a etapa)

### Resultats a la Volta a Espanya
- 1997. 116è de la classificació general
- 1999. Abandona (11a etapa). Porta el mallot or durant 2 etapes